# Ligue D de la Ligue des nations de l'UEFA 2020-2021
Navigation
Ligue D 2018-2019 Ligue D 2022-2023
La Ligue D de la Ligue des nations 2020-2021 est la quatrième division de la Ligue des nations 2020-2021, deuxième édition d'une compétition impliquant les équipes nationales masculines des 55 associations membres de l'UEFA.

## Format
La Ligue D se compose de 7 associations de Ligue D de la Ligue des nations 2018-2019 et se divise en un groupe de quatre équipes et un groupe de trois équipes. Les vainqueurs de chaque groupe seront promus en Ligue C lors de la prochaine édition.

### Tirage au sort
Les équipes sont attribuées à la Ligue D en fonction de la liste d'accès basée sur le classement général de la précédente édition. Elles sont réparties en deux chapeaux, un de quatre équipes et un de trois équipes, placées selon leur coefficient.
Le tirage au sort de la phase de ligue a lieu au Beurs van Berlage Conference Centre d'Amsterdam, le 3 mars 2020.
| Équipe        | Classement |
| ------------- | ---------- |
| Gibraltar     | 49         |
| Îles Féroé    | 50         |
| Lettonie      | 51         |
| Liechtenstein | 52         |

| Équipe      | Classement |
| ----------- | ---------- |
| Andorre     | 53         |
| Malte       | 54         |
| Saint-Marin | 55         |

## Groupes
Légende des classements
- Promotion en Ligue C

### Groupe 1
| Rang | Équipe     | Pts | J | G | N | P | Bp | Bc | Diff |  | Résultats (▼ dom., ► ext.) |     |     |     |     |
| ---- | ---------- | --- | - | - | - | - | -- | -- | ---- |  | -------------------------- | --- | --- | --- | --- |
| 1    | Îles Féroé | 12  | 6 | 3 | 3 | 0 | 9  | 5  | +4   |  | Îles Féroé                 |     | 3-2 | 1-1 | 2-0 |
| 2    | Malte      | 9   | 6 | 2 | 3 | 1 | 8  | 6  | +2   |  | Malte                      | 1-1 |     | 1-1 | 3-1 |
| 3    | Lettonie   | 7   | 6 | 1 | 4 | 1 | 8  | 4  | +4   |  | Lettonie                   | 1-1 | 0-1 |     | 0-0 |
| 4    | Andorre    | 2   | 6 | 0 | 2 | 4 | 1  | 11 | -10  |  | Andorre                    | 0-1 | 0-0 | 0-5 |     |

| 1re journée                    | Lettonie | 0 - 0 | Andorre | Stade Daugava, Riga                                         |                                                             |
| 3 septembre 2020 18h00 (19h00) |          |       |         | Spectateurs : 0 (huis clos) Arbitrage : Timotheos Christofi | Spectateurs : 0 (huis clos) Arbitrage : Timotheos Christofi |
| 3 septembre 2020 18h00 (19h00) | Rapport  |       |         | Spectateurs : 0 (huis clos) Arbitrage : Timotheos Christofi | Spectateurs : 0 (huis clos) Arbitrage : Timotheos Christofi |

|               | Îles Féroé                                      | 3 - 2   | Malte                      | Tórsvøllur, Tórshavn                                |                                                     |
| 20h45 (19h45) | K. Olsen 26e · A. Olsen 88e · Hendriksson 90+1e | (1 - 1) | 38e Degabriele · 74e Agius | Spectateurs : 0 (huis clos) Arbitrage : Ádám Farkas | Spectateurs : 0 (huis clos) Arbitrage : Ádám Farkas |
| 20h45 (19h45) | Rapport                                         |         |                            | Spectateurs : 0 (huis clos) Arbitrage : Ádám Farkas | Spectateurs : 0 (huis clos) Arbitrage : Ádám Farkas |

| 2e journée                  | Andorre | 0 - 1   | Îles Féroé   | Estadi Nacional, Andorre-la-Vieille                    |                                                        |
| 6 septembre 2020 15:00 CEST |         | (0 - 1) | 32e K. Olsen | Spectateurs : 0 (huis clos) Arbitrage : Harald Lechner | Spectateurs : 0 (huis clos) Arbitrage : Harald Lechner |
| 6 septembre 2020 15:00 CEST | Rapport |         |              | Spectateurs : 0 (huis clos) Arbitrage : Harald Lechner | Spectateurs : 0 (huis clos) Arbitrage : Harald Lechner |

|            | Malte     | 1 - 1   | Lettonie              | Ta' Qali Stadium, Ta' Qali                                 |                                                            |
| 20:45 CEST | Nwoko 15e | (1 - 1) | 25e (csc) Guillaumier | Spectateurs : 0 (huis clos) Arbitrage : Stéphanie Frappart | Spectateurs : 0 (huis clos) Arbitrage : Stéphanie Frappart |
| 20:45 CEST | Rapport   |         |                       | Spectateurs : 0 (huis clos) Arbitrage : Stéphanie Frappart | Spectateurs : 0 (huis clos) Arbitrage : Stéphanie Frappart |

| 3e journée                 | Îles Féroé | 1 - 1   | Lettonie         | Tórsvøllur, Tórshavn                          |                                               |
| 10 octobre 2020 18:00 CEST | Færø 28e   | (1 - 1) | 25e J. Ikaunieks | Spectateurs : 447 Arbitrage : Ivaylo Stoyanov | Spectateurs : 447 Arbitrage : Ivaylo Stoyanov |
| 10 octobre 2020 18:00 CEST | Rapport    |         |                  | Spectateurs : 447 Arbitrage : Ivaylo Stoyanov | Spectateurs : 447 Arbitrage : Ivaylo Stoyanov |

|            | Andorre | 0 - 0 | Malte | Estadi Nacional, Andorre-la-Vieille                   |                                                       |
| 20:45 CEST |         |       |       | Spectateurs : 0 (huis clos) Arbitrage : Alain Durieux | Spectateurs : 0 (huis clos) Arbitrage : Alain Durieux |
| 20:45 CEST | Rapport |       |       | Spectateurs : 0 (huis clos) Arbitrage : Alain Durieux | Spectateurs : 0 (huis clos) Arbitrage : Alain Durieux |

| 4e journée                 | Lettonie | 0 - 1   | Malte      | Stade Daugava, Riga                               |                                                   |
| 13 octobre 2020 18:00 CEST |          | (0 - 0) | 90+7e Borg | Spectateurs : 953 Arbitrage : Iwan Arwel Griffith | Spectateurs : 953 Arbitrage : Iwan Arwel Griffith |
| 13 octobre 2020 18:00 CEST | Rapport  |         |            | Spectateurs : 953 Arbitrage : Iwan Arwel Griffith | Spectateurs : 953 Arbitrage : Iwan Arwel Griffith |

|            | Îles Féroé       | 2 - 0   | Andorre | Tórsvøllur, Tórshavn                                  |                                                       |
| 20:45 CEST | K. Olsen 19e 33e | (2 - 0) |         | Spectateurs : 0 (huis clos) Arbitrage : Antti Munukka | Spectateurs : 0 (huis clos) Arbitrage : Antti Munukka |
| 20:45 CEST | Rapport          |         |         | Spectateurs : 0 (huis clos) Arbitrage : Antti Munukka | Spectateurs : 0 (huis clos) Arbitrage : Antti Munukka |

| 5e journée                 | Malte                                            | 3 - 1   | Andorre  | Ta' Qali Stadium, Ta' Qali |                            |
| 14 novembre 2020 15:00 CET | García 55e (csc) · Degabriele 58e · Dimech 90+3e | (0 - 1) | 3e Rebés | Arbitrage : Peter Kralović | Arbitrage : Peter Kralović |
| 14 novembre 2020 15:00 CET | Rapport                                          |         |          | Arbitrage : Peter Kralović | Arbitrage : Peter Kralović |

|           | Lettonie   | 1 - 1   | Îles Féroé    | Stade Daugava, Riga          |                              |
| 18:00 CET | Kamešs 59e | (0 - 0) | 60e Vatnhamar | Arbitrage : Nikola Dabanović | Arbitrage : Nikola Dabanović |
| 18:00 CET | Rapport    |         |               | Arbitrage : Nikola Dabanović | Arbitrage : Nikola Dabanović |

| 6e journée                 | Andorre | 0 - 5   | Lettonie                                                                            | Estadi Nacional, Andorre-la-Vieille |                                 |
| 17 novembre 2020 20:45 CET |         | (0 - 1) | 6e Černomordijs · 57e 60e J. Ikaunieks · 70e (pen.) Gutkovskis · 90e (pen.) Krollis | Arbitrage : Dimitar Meckarovski     | Arbitrage : Dimitar Meckarovski |
| 17 novembre 2020 20:45 CET | Rapport |         |                                                                                     | Arbitrage : Dimitar Meckarovski     | Arbitrage : Dimitar Meckarovski |

|  | Malte           | 1 - 1   | Îles Féroé  | Ta' Qali Stadium, Ta' Qali |                           |
|  | Guillaumier 54e | (0 - 0) | 70e Jónsson | Arbitrage : Kristo Tohver  | Arbitrage : Kristo Tohver |
|  | Rapport         |         |             | Arbitrage : Kristo Tohver  | Arbitrage : Kristo Tohver |

### Groupe 2
| Rang | Équipe        | Pts | J | G | N | P | Bp | Bc | Diff |  | Résultats (▼ dom., ► ext.) |     |     |     |
| ---- | ------------- | --- | - | - | - | - | -- | -- | ---- |  | -------------------------- | --- | --- | --- |
| 1    | Gibraltar     | 8   | 4 | 2 | 2 | 0 | 3  | 1  | +2   |  | Gibraltar                  |     | 1-1 | 1-0 |
| 2    | Liechtenstein | 5   | 4 | 1 | 2 | 1 | 3  | 2  | +1   |  | Liechtenstein              | 0-1 |     | 0-0 |
| 3    | Saint-Marin   | 2   | 4 | 0 | 2 | 2 | 0  | 3  | -3   |  | Saint-Marin                | 0-0 | 0-2 |     |

| 1re journée                 | Gibraltar   | 1 - 0   | Saint-Marin | Victoria Stadium, Gibraltar                                   |                                                               |
| 5 septembre 2020 15:00 CEST | Torilla 43e | (1 - 0) |             | Spectateurs : 0 (huis clos) Arbitrage : Aleksandrs Anufrijevs | Spectateurs : 0 (huis clos) Arbitrage : Aleksandrs Anufrijevs |
| 5 septembre 2020 15:00 CEST | Rapport     |         |             | Spectateurs : 0 (huis clos) Arbitrage : Aleksandrs Anufrijevs | Spectateurs : 0 (huis clos) Arbitrage : Aleksandrs Anufrijevs |

| 2e journée                  | Saint-Marin | 0 - 2   | Liechtenstein            | Stade Romeo Neri, Rimini ( Italie)                  |                                                     |
| 8 septembre 2020 20:45 CEST |             | (0 - 2) | 3e Hasler · 14e Y. Frick | Spectateurs : 0 (huis clos) Arbitrage : Enea Jorgji | Spectateurs : 0 (huis clos) Arbitrage : Enea Jorgji |
| 8 septembre 2020 20:45 CEST | Rapport     |         |                          | Spectateurs : 0 (huis clos) Arbitrage : Enea Jorgji | Spectateurs : 0 (huis clos) Arbitrage : Enea Jorgji |

| 3e journée                 | Liechtenstein | 0 - 1   | Gibraltar   | Rheinpark Stadion, Vaduz                                |                                                         |
| 10 octobre 2020 18:00 CEST |               | (0 - 1) | 10e De Barr | Spectateurs : 0 (huis clos) Arbitrage : Kirill Levnikov | Spectateurs : 0 (huis clos) Arbitrage : Kirill Levnikov |
| 10 octobre 2020 18:00 CEST | Rapport       |         |             | Spectateurs : 0 (huis clos) Arbitrage : Kirill Levnikov | Spectateurs : 0 (huis clos) Arbitrage : Kirill Levnikov |

| 4e journée                 | Liechtenstein | 0 - 0 | Saint-Marin | Rheinpark Stadion, Vaduz                                           |                                                                    |
| 13 octobre 2020 20:45 CEST |               |       |             | Spectateurs : 0 (huis clos) Arbitrage : Jørgen Daugbjerg Burchardt | Spectateurs : 0 (huis clos) Arbitrage : Jørgen Daugbjerg Burchardt |
| 13 octobre 2020 20:45 CEST | Rapport       |       |             | Spectateurs : 0 (huis clos) Arbitrage : Jørgen Daugbjerg Burchardt | Spectateurs : 0 (huis clos) Arbitrage : Jørgen Daugbjerg Burchardt |

| 5e journée                 | Saint-Marin | 0 - 0 | Gibraltar | Stadio Olimpico, Serravalle                             |                                                         |
| 14 novembre 2020 15:00 CET |             |       |           | Spectateurs : 0 (huis clos) Arbitrage : Kateryna Monzul | Spectateurs : 0 (huis clos) Arbitrage : Kateryna Monzul |
| 14 novembre 2020 15:00 CET | Rapport     |       |           | Spectateurs : 0 (huis clos) Arbitrage : Kateryna Monzul | Spectateurs : 0 (huis clos) Arbitrage : Kateryna Monzul |

| 6e journée                 | Gibraltar          | 1 - 1   | Liechtenstein | Victoria Stadium, Gibraltar                                   |                                                               |
| 17 novembre 2020 20:45 CET | Frommelt 17e (csc) | (1 - 1) | 44e N. Frick  | Spectateurs : 0 (huis clos) Arbitrage : Trustin Farrugia Cann | Spectateurs : 0 (huis clos) Arbitrage : Trustin Farrugia Cann |
| 17 novembre 2020 20:45 CET | Rapport            |         |               | Spectateurs : 0 (huis clos) Arbitrage : Trustin Farrugia Cann | Spectateurs : 0 (huis clos) Arbitrage : Trustin Farrugia Cann |

## Classement général
Légende des classements
- Promotion en Ligue C pour la saison 2022-2023

| Ligue D | Ligue D       | Ligue D                         | Ligue D | Ligue D | Ligue D | Ligue D | Ligue D | Ligue D | Ligue D | Ligue D | Ligue D |
| Rang    | Nation        | Parcours                        | Gr.     | MJ      | G       | N       | P       | Pts     | Bp      | Bc      | Diff    |
| ------- | ------------- | ------------------------------- | ------- | ------- | ------- | ------- | ------- | ------- | ------- | ------- | ------- |
| 49e     | Gibraltar     | Meilleur premier de groupe      | 2       | 4       | 2       | 2       | 0       | 8       | 3       | 1       | +2      |
| 50e     | Îles Féroé    | 2e meilleur premier de groupe   | 1       | 6       | 1       | 3       | 0       | 6       | 6       | 5       | +1      |
|         |               |                                 |         |         |         |         |         |         |         |         |         |
| 51e     | Liechtenstein | Meilleur deuxième de groupe     | 2       | 4       | 1       | 2       | 1       | 5       | 3       | 2       | +1      |
| 52e     | Malte         | 2e meilleur deuxième de groupe  | 1       | 6       | 1       | 2       | 1       | 5       | 5       | 5       | 0       |
|         |               |                                 |         |         |         |         |         |         |         |         |         |
| 53e     | Lettonie      | Meilleur troisième de groupe    | 1       | 6       | 0       | 3       | 1       | 3       | 3       | 4       | -1      |
| 54e     | Saint-Marin   | 2e meilleur troisième de groupe | 2       | 4       | 0       | 2       | 2       | 2       | 0       | 3       | -3      |
|         |               |                                 |         |         |         |         |         |         |         |         |         |
| 55e     | Andorre       | 4e de groupe                    | 1       | 6       | 0       | 2       | 4       | 2       | 1       | 11      | -10     |

## Buteurs
| 4 buts - Klæmint Olsen | 3 buts - Jānis Ikaunieks | 2 buts - Jurgen Degabriele |  |

1 but
- Marc Rebés
- Odmar Færø
- Brandur Hendriksson
- Ári Jónsson
- Andreas Olsen
- Gunnar Vatnhamar
- Tjay De Barr
- Graeme Torilla
- Antonijs Černomordijs
- Vladislavs Gutkovskis (dont 1 penalty)
- Vladimirs Kamešs
- Raimonds Krollis (dont 1 penalty)
- Noah Frick
- Yanik Frick
- Nicolas Hasler
- Andrei Agius
- Steve Borg
- Shaun Dimech
- Matthew Guillaumier
- Kyrian Nwoko

1 csc
- Emili García (face à  Malte)
- Noah Frommelt (face à  Gibraltar)
- Matthew Guillaumier (face à la  Lettonie)